# Fender Jaguar
Fender Jaguar je typ elektrické kytary vyráběný společností Fender Musical Instruments Corporation. Tvarem vychází z kytary Fender Jazzmaster, která ovšem nikdy nedosáhla přílišné obliby. Jaguar se začal vyrábět v roce 1962. Přestal se vyrábět v roce 1975, od roku 1999 se však vyrábí znovu. Největší popularitě se Jaguaru dostalo s příchodem skupiny Nirvana, jejíž frontman Kurt Cobain ho hojně využíval při svých vystoupeních. Rovněž existuje baskytara se stejným tvarem. Levnější varianty vyrábí sesterská firma Fenderu, Fender Squier.
Co se týče technický parametrů, existuje několik variant. Nejčastěji se Jaguary vyrábí se dvěma jednocívkovými (single) snímači, 2× ovládání síly signálu a 2× ovládaní tónu, 2-polohový přepínač snímačů. Struny jsou ukotveny v kobylce s jednozvratným tremolem. Dále se pak vyrábí obdobné verze, ale se dvěma dvoucívkovými snímači (humbuckery). Výhoda Jaguaru spočívá ve schopnosti pohodlně měnit nastavení kytary v průběhu hraní.
Jaguar se asi nikdy ani nepřiblíží oblíbenosti Stratocasterů, Telecasterů nebo Les Paulů, největším důvodem je asi fakt, že Jaguar není zrovna nejuniverzálnější typ kytary. Nicméně jde o mistrovské dílo a určitě má v hudebním světě své právoplatné místo.

## Slavní kytaristé
- Kurt Cobain (Nirvana)
- John Frusciante (Red Hot Chili Peppers)
- Josh Klinghoffer (Red Hot Chili Peppers)
- Johnny Marr (The Smiths)
- Brian Molko (Placebo)
- Thurston Moore (Sonic Youth)
- Lee Ranaldo (Sonic Youth)
- Kevin Shields (My Bloody Valentine)
- Robert Smith (The Cure)
- Tom Verlaine (Television)